# Drahenice
Drahenice är en ort i Tjeckien.   Den ligger i regionen Mellersta Böhmen, i den centrala delen av landet, 70 km sydväst om huvudstaden Prag. Drahenice ligger 498 meter över havet och antalet invånare är 180.
Terrängen runt Drahenice är huvudsakligen platt, men åt nordväst är den kuperad. Runt Drahenice är det ganska glesbefolkat, med 34 invånare per kvadratkilometer. Närmaste större samhälle är Příbram, 19,1 km norr om Drahenice. Trakten runt Drahenice består till största delen av jordbruksmark.